# Marius (usurpateur)
Pour les articles homonymes, voir Marius.
Marcus Aurelius Marius est un usurpateur qui règne brièvement dans le nord de la Gaule, répertorié parmi les Trente Tyrans dans la peu fiable Histoire Auguste.

## Biographie
Selon l'Histoire Auguste, Marius est un ancien forgeron gaulois devenu soldat, proclamé empereur par les troupes romaines de Mayence qui venaient de tuer l'empereur des Gaules Postume et son rival Lélien. L'évènement, de date incertaine, se place soit l'année 268 soit en 269, selon les historiens.
Marius fut rapidement éliminé pour une querelle personnelle : un ancien compagnon forgeron devenu aussi soldat n'apprécia pas le refus d'un service que lui avait manifesté Marius. Il s'introduisit dans sa tente et le tua, deux jours, selon Eutrope, ou trois jours, selon l'histoire Auguste, après son accession au pouvoir. Cette durée est incohérente avec l'abondance de ses monnaies, et l'historien André Chastagnol considère que ces deux auteurs ont probablement mal interprété Aurelius Victor, leur source commune, qui indique que « deux jours après la mort de Marius, on proclama Victorinus ». Selon Chastagnol, il est plus vraisemblable de considérer que Marius a exercé le pouvoir quelques mois, entre septembre et décembre 269.

## Monnayage
Le numismate Henry Cohen publie de nombreux types de monnaies de Marius frappées dans les ateliers monétaires de Trèves et de Mayence, en or et en billon dévalué, ce qui confirme la réalité historique de son règne. La variété et l'abondance de ses frappes contredisent les mentions sur la durée de trois jours de règne.